# Jakin (Géorgie)
Pour les articles homonymes, voir Jakin.
Jakin est une ville américaine située dans le comté d'Early, en Géorgie. Selon le recensement de 2020, sa population est de 131 habitants.